# Марк Блок
Марк Леополд Бенжамен Блок (на френски: Marc Léopold Benjamin Bloch) (6 юли 1886, Лион – 16 юни 1944) е френски историк с еврейски произход, един от най-авторитетните медиевисти, представител на школата на аналистите.

## Биография
Роден е през 1886 г. в семейството на университетски преподавател, специалист по антична история. Участник е в Първата световна война. От 1919 до 1936 г. е професор в Страсбургския университет. През 1929 г. съвместно с Люсиен Февър основава списание „Анали“, което оказва влияние върху френската и световна историография. През 1936 г. е избран за професор по икономическа история в Сорбоната.
Участва във Втората световна война. След френското поражение през 1940 г. преподава в Страсбург, след което е евакуиран в Клермон Феран и Монпелие. Отказва да се пресели в САЩ и се включва активно във френската Съпротива. Заловен е от Гестапо през март 1944 г., след което е разстрелян.

## Творчество
Марк Блок е един от основателите на „новата история“. Основните му работи са посветени на западно-европейския феодализъм. Сред основните му трудове е „Характерни черти на френската аграрна история“ в 2 тома, 1931 и 1946 г.